# Diena
Diena è un comune rurale del Mali facente parte del circondario di Bla, nella regione di Ségou.
Il comune è composto da 5 nuclei abitati:
- Diena
- Fan
- Koloni
- Kontola
- Pintéguéla